# Lingua contro lingua
Lingua contro lingua è il primo album discografico in studio del gruppo musicale Radiodervish pubblicato nel 1998.

## Il disco
Il disco dà l'avvio alla storia del gruppo, caratterizzata da incroci di lingue, culture e mondi diversi. La produzione dell'album è affidata a Fabio Recupero e Mauro Andreolli. Il disco è stato inciso da Nabil Salameh e Michele Lobaccaro nel luglio 1998 presso le sale del Castello Episcopio di Grottaglie (Puglia).
Ha vinto il Premio Ciampi come miglior debutto discografico.
Nel 2005 è stato ristampato e ridistribuito con la collaborazione del giornale Il manifesto.

## Tracce
1. Belzebù
2. Del bene e del male
3. Hennah
4. Due soli
5. Asfur
6. Taci, il nemico ti ascolta
7. Cosma sola
8. Fedeli d'amore
9. Ti protegge
10. Zaman